# Sandåkerns SK
Sandåkerns SK, bildad 1932, är en sportklubb i Umeå i Sverige. Föreningen bedriver idag fotboll och innebandyverksamhet. 
Den 8 november 1931 bildades “America Sportklubb” av ett kompisgäng runt kvarteret med samma namn i västra stadsdelen av Umeå. Namnet accepterades inte av Riksidrottsförbundet och den 7 februari 1932 ändrades det till Sandåkerns Sportklubb.
Sandåkerns Sportklubb har länge haft sin hemvist på Sandåkerns IP. Nya Sandåkerns IP stod klar 1966. 2009 började bebyggelsen av bostäder på den marken och idag finns klubbens kanslilokal och klubbstuga vid Grubbeskolan, där även mycket av fotboll- och innebandyverksamheten bedrivs.
Redan sedan starten 1932 har det funnits fotboll i Sandåkern, men även friidrott, cykel och simning stod på programmet under 1930-talet. Klubben var tidigare framgångsrik i framför allt fotboll och ishockey, men dessa sektioner övergick från 1970-talet och framåt i andra klubbar. Fotbollssektionen har dock återuppstått och numera bedriver man förutom fotboll även innebandy. 1962 gick medlemsantalet upp i 500. Under åren har många idrotter kommit och gått- eller bestått och klubben hoppas det fortsätter komma initiativ för nya former för fysisk aktivitet i föreningens regi.
Sandåkerns SK vill vara en levande idrottsförening där alla i området får möjlighet till aktiviteter utifrån sina förutsättningar. Barn & ungdomsverksamheten är den absolut viktigaste för föreningen. 

## Grenar

### Bandy
Spelades på Umeälvens is och tog fler DM-segrar

### Basket
Den basketverksamhet som tidigare bedrevs bröt sig 1976 loss och bildade den självständiga klubben Umeå Comets.

### Bordtennis
Fram till 2011 bedrevs bordtennis i klubben. Sandåkerns Nationella var en årligt återkommande tävling som var väldigt populär i Norra Sverige.

### Bowling
Kom med i Sandåkernfamiljen i slutet av 1950-talet och fanns med i föreningen med lokala framångar fram till slutet av 00-talet.

### Cykel
Startades redan 1933

### Fotboll

#### Herrar
I fotboll spelade klubbens herrar 1934 i Umeserien. 1956 avancerade klubben till Sveriges dåvarande tredjedivision, Division III. Väl där chockstartade man med sammanlagt 21-0 i de fem första matcherna. 1958 blev herrseniorerna distriktsmästare som första klubb från Umeå för första gången på 26 år. Klubben gick 1962 upp i Sveriges nästa högsta division, då Division II, där man spelade 1963-1971. 1964 slutade Sandåkerns SK på sjunde plats i Division II Norrland. 1969 vann man Division II Norrland och spelade i kvalserien till Allsvenskan 1970, men lyckades inte ta sig upp då man förlorade med 1-2 mot Hammarby IF inför rekordpubliken 7 577 åskådare. 1974 vann Sandåkerns SK Division III Mellersta Norrland, men misslyckades i kvalspelet. Herrarnas fotbollsverksamhet slogs 1987 samman med fotbollssektionen i Tegs SK till Umeå FC. 1990 startades dock Sandåkerns SK på nytt herrverksamhet i fotboll. SSK har en bred ungdomsverksamhet och har varje år flera spelare med i Västerbottens länslag, både på flick- och pojksidan. 2007 blev två sandåkrare landslagsmän, Ludvig Öhman (numera Umeå FC) U19 och Mikael Lustig (avsluat karriär) A-landslaget.

#### Damer
Sandåkerns SK startade damverksamhet i fotboll 1969. 1972 blev damernas distriktsmästarinnor, och 1973 blev Marinette Lundström klubbens förste spelare för svenska damlandslaget. Damfotbollslaget spelade tre säsonger i Sveriges högsta division under perioden 1978-1980.
2002 blev damlaget distriktsmästarinnor för första gången på närmare 25 år.

### Friidrott
Med flera DM-titlar under den aktiva perioden.

### Handboll
Under 1940-talet fick föreningen fram ett mycket lovande handbollslag som under 1950-talet blommade ut ordentligt med topplaceringar i div. 2. Fem raka DM-titlar från 1953 och framåt.

### Innebandy
Klubben bedriver sedan 1990 innebandy med barn & ungdomslag på både pojk- och flicksidan i nästan varje åldersgrupp. Idag finns ett damlag i Division 1 (Västerbotten).

### Ishockey
I ishockey spelade klubben i Sveriges högsta serie säsongen 1969/1970, men åkte ur serien. Ishockeysektionen slogs den 15 maj 1970 samman med ishockeysektionen i IFK Umeå till IF Björklöven.

### Fotnoter
1. ↑  Jimmy Lindahl (15 mars 2004). ”Maratontabell för högsta damserien 1978-2003”. Bolletinen. http://www.bolletinen.se/sfs/pdf/stat_d_maraton_1978_2003_maratontab_f_hogsta_damserien.pdf. Läst 13 oktober 2013.